# Vochov
Vochov (německy Wochow) je vesnice v okrese Plzeň-sever v Plzeňském kraji. Obec je vzdálena vzdušnou čarou sedm kilometrů od středu Plzně směrem na severozápad, historický střed obce (správní budova) se nachází 356 metrů. V blízkosti obce protéká řeka Mže. V obci žije přibližně 1 600 obyvatel.
Vochov leží na silnici II. třídy č. 05 (na 8 km od Plzně odbočka vlevo), která byla, až do otevření dálnice D5 v roce 1997, hlavní silnicí z Plzně na hraniční přechod Rozvadov. Vochovem vede také hlavní železniční trať Plzeň–Cheb (zastávka Vochov).

## Název
Místní jméno Vochov vzniklo zřejmě z výrazu Vochův dvůr (osobní jméno Voch bylo staročeskou zkratkou jmen začínajících na Vo-, jako například Vojtěch, Vojslav, Volimír apod.).

## Historie
Krajina okolo ústí Vochovského potoka do řeky Mže byla osídleno už v různých obdobích pravěku, jak to dokládají archeologické nálezy (Vochovská venuše, rondely aj.).
První písemná zmínka o vesnici pochází z roku 1318, kdy žaloval Bohuslav z Vejprnic u pražského soudu na Miroslava z Vochova, že oblehl vejprnickou tvrz. Příslušník téhož rodu Jan Miroš z Vochova se v druhé polovině 15. století stává členem poselství krále Jiřího z Poděbrad, které putovalo k předním evropským královským dvorům. V roce 1459 se stal purkrabím strakonického hradu. Na náhrobníku (Strakonice – městský kostel) je dodnes patrný plný znak vochovských vladyků – na kolčím štítě je jako erbovní znamení kruh. Z téhož erbu vychází dnešní podoba obecního znaku.
Za druhé světové války byla jižně od vsi vybudována maketa Škodových závodů, aby posloužila jako klamný cíl pro spojenecké bombardéry.

## Obyvatelstvo
| Rok            | 1869 | 1880 | 1890 | 1900 | 1910 | 1921 | 1930 | 1950 | 1961 | 1970 | 1980 | 1991 | 2001 | 2011 | 2021  |
| -------------- | ---- | ---- | ---- | ---- | ---- | ---- | ---- | ---- | ---- | ---- | ---- | ---- | ---- | ---- | ----- |
| Počet obyvatel | 350  | 359  | 433  | 448  | 565  | 756  | 885  | 603  | 658  | 557  | 536  | 570  | 570  | 673  | 1 499 |
| Počet domů     | 36   | 39   | 41   | 49   | 53   | 60   | 98   | 127  | 130  | 133  | 139  | 159  | 173  | 202  | 337   |

## Obecní správa
Mezi lety 1869–1950 Vochov byl obcí v okrese Plzeň (1869–1930) a později v okrese Plzeň-okolí. V letech 1961–1966 patřil jako část obce ke Křimicím a od 1. ledna 1967 je opět samostatnou obcí.

### Obecní symboly
Znak a vlajka byly obci uděleny rozhodnutím předsedy Poslanecké sněmovny Parlamentu České republiky dne 11. května 2006.

## Rodáci
- Bohuslav Ebermann (* 1948), hokejista, mistr světa 1977